# Schweizer Fussball-Regionalcups 2013/14
Die 13 regionalen Fussballverbände der Schweiz, die dem Schweizerischen Fussballverband (SFV) angegliedert sind tragen jährlich einen jeweils regionalen Cupwettbewerb aus. Teilnahmeberechtigt sind theoretisch alle Vereine von der sechstklassigen 2. Liga bis hin zur 5. Liga, der neunten und untersten Liga im Schweizerischen Spielbetrieb, es darf jedoch nur maximal ein Team eines Vereins teilnehmen.
Die 13 Sieger der Cups sind dabei für die 1. Hauptrunde des Schweizer Cups qualifiziert. Gewinnt eine 2. Mannschaft eines Vereins den regionalen Cup, so geht das Startrecht für den Schweizer Cup an die 1. Mannschaft über. Die beiden grössten Verbände, der Fussballverband Bern/Jura und der Ostschweizer Fussballverband, entsenden zudem die Finalisten in die 1. Hauptrunde. Aus dem Fussballverband Region Zürich nimmt der Sieger der Fairplay-Wertung zusätzlich teil, der SC Veltheim aus Winterthur.
In der Spielzeit 2013/14 werden so die regionalen Cupsieger und Teilnehmer des Schweizer Cups der Saison 2014/15 erkoren.
| Regionale Cupfinals der Saison 2013/14 | Regionale Cupfinals der Saison 2013/14      | Regionale Cupfinals der Saison 2013/14 | Regionale Cupfinals der Saison 2013/14 | Regionale Cupfinals der Saison 2013/14 | Regionale Cupfinals der Saison 2013/14 |
| Datum                                  | Verband                                     | Austragungsort                         | Heimmannschaft                         | Ergebnis                               | Gastmannschaft                         |
| -------------------------------------- | ------------------------------------------- | -------------------------------------- | -------------------------------------- | -------------------------------------- | -------------------------------------- |
| 29.05.2014                             | Aargauischer Fussballverband                | Brugg                                  | FC Rothrist (2. L)                     | 4:0                                    | FC Windisch (2. L)                     |
| 29.06.2014                             | Fussballverband Bern/Jura                   | Langnau                                | FC Konolfingen (2. L)                  | 5:3 n. P. 1:1 n. V., 1:1               | FC Schönbühl (2. L)                    |
| 07.06.2014                             | Innerschweizerischer Fussballverband        | Nottwil                                | FC Nottwil (3. L)                      | 4:1 n. V. 1:1                          | FC Küssnacht am Rigi (2. L)            |
| 29.05.2014                             | Fussballverband Nordwestschweiz             | Basel                                  | FC Amicitia Riehen (2. L)              | 1:2                                    | FC Pratteln (2. L)                     |
| 29.05.2014                             | Ostschweizer Fussballverband                | Steinach SG                            | FC Tägerwilen (3. L)                   | 5:7                                    | FC Henau (3. L)                        |
| 29.05.2014                             | Solothurner Fussballverband                 | Olten                                  | FC Olten (2. L)                        | 1:3                                    | FC Subingen (2. L)                     |
| 28.06.2014                             | Fussballverband Region Zürich               | Kloten                                 | FC Küsnacht (3. L)                     | 1:2                                    | FC Greifensee (2. L)                   |
| 28.06.2014                             | Fussballverband Region Zürich               |                                        | SC Veltheim (3. L)                     | Fairplay-Sieger                        | Fairplay-Sieger                        |
| 28.05.2014                             | Federazione ticinese di calcio              | Vedeggio                               | Vedeggio Calcio (2. L)                 | 4:1 n. P. 0:0 n. V., 0:0               | US Magliaso Vernate (2. L)             |
| 27.06.2014                             | Freiburger Fussballverband                  | Domdidier                              | FC Matran (3. L)                       | 0:1                                    | FC Murten (2. L)                       |
| 04.06.2014                             | Association cantonale genevoise de football | Carouge                                | CS Interstar Genève (3. L)             | 0:4                                    | CS Italien Genève (2. L)               |
| 11.06.2014                             | Association neuchâteloise de football       | Boudry                                 | FC Lusitanos (3. L)                    | 1:2 n. V. 1:1                          | ASI Audax-Friul (2. L)                 |
| 24.05.2014                             | Association cantonale vaudoise de football  | Champvent                              | Stade Payerne (2. L)                   | 3:0                                    | FC Lutry II (3. L)                     |
| 19.04.2014                             | Walliser Fussballverband                    | Visp                                   | FC Visp (2. L)                         | 4:1                                    | US Collombey-Muraz (2. L)              |

| Kennzeichnung der Ligen | Kennzeichnung der Ligen |
| ----------------------- | ----------------------- |
| (2. L)                  | 2. Liga (Spielklasse 6) |
| (3. L)                  | 3. Liga (Spielklasse 7) |
| (4. L)                  | 4. Liga (Spielklasse 8) |
| (5. L)                  | 5. Liga (Spielklasse 9) |